# 悪いオンナ
『悪いオンナ』（わるいオンナ）は、1999年10月から2000年3月にかけてTBS系列で毎週木曜深夜0:50 - 1:20（JST）に各月ごとに全4話完結という構成で放送されたテレビドラマシリーズである。

## 概要
｢世の男たちを破滅に導く若き悪女｣を主人公としてサスペンスタッチで描くというコンセプトのもと、「地獄へのカクテル」（1999年10月、主演：柴咲コウ）、「プレイヤー」（1999年11月、主演：国仲涼子）、「誘惑を売る女」（1999年12月、主演：真野きりな）、「占っちゃうぞ」（2000年1月、主演：山口あゆみ）、「ルーズソックス刑事」（2000年2月、主演：平山綾）、「シャッフル」（2000年3月、主演：吉井怜、酒井若菜、浅見れいな）の6篇の物語が6か月間、各月ごとに全4話完結というオムニバス形式で制作された。このうちの「ルーズソックス刑事」は、後の「ケータイ刑事 銭形シリーズ」の原型となる。各作品では、柴咲コウ、国仲涼子、平山綾、酒井若菜など、当時は知名度が低く、テレビドラマへの出演経験が少なかった若手女優が主要キャストとして起用された。

## 作品一覧

### 地獄へのカクテル
『悪いオンナ「地獄へのカクテル」』（ - じごくへのカクテル）は、1999年10月7日から10月28日まで放送された。

#### 出演者
- 彩花（バーテンダー）：柴咲コウ
- 夏樹（彩花の親友）：仲根かすみ
- 哲法（友也の兄）：堀真樹
- 友也（夏樹の恋人）：末吉宏司
- 洋子（哲法の婚約者）：北原奈々子
- ショウ（重松の部下）：高橋慎二
- 沼田爆
- 重松：北村一輝

#### スタッフ
- プロデューサー：伊佐野英樹、荒井光明、吉川厚志
- 演出：伊與田英徳、梶原紀尚、佐々木雅之
- 脚本：相内美生

### プレイヤー
『悪いオンナ「プレイヤー」』は、1999年11月4日から11月25日まで放送された。国仲涼子のドラマ初主演作である。

#### 出演者
- 真子：国仲涼子
- 直人：橋龍吾
- 山口美也子
- 川野（真子の母親の恋人）：KEE
- 池津祥子
- 冨田賢太郎
- 沙織（直人の婚約者）：久野真紀子

#### スタッフ
- プロデューサー：植田博樹、荒井光明、吉川厚志
- 演出：石井康晴 ほか
- 脚本：大野美智代

### 誘惑を売る女
『悪いオンナ「誘惑を売る女」』（ - ゆうわくをうるおんな）は、1999年12月2日から12月23日まで放送された。

#### 出演者
- ヒトミ：真野きりな
- 木更津：橋本さとし
- 茂原：遠藤雅
- 千倉悟郎：佐藤隆太
- 山口花栄：石橋けい
- 芹沢光雄：鈴木祐二
- 芹沢摩耶：池津祥子
- 前島（花栄の元恋人/心療内科医）：大倉孝二
- 大谷亮介

#### スタッフ
- プロデューサー：鈴木早苗、荒井光明、吉川厚志
- 演出：今井夏木 ほか
- 脚本：松岡周作

### 占っちゃうぞ
『悪いオンナ「占っちゃうぞ」』（ - うらなっちゃうぞ）は、2000年1月6日から1月27日まで放送された。脚本を手掛けた宮藤官九郎自身も俳優として出演している。本作の脚本は後に『親ゆび姫/占っちゃうぞ―宮藤官九郎シナリオ集』（2003年 角川書店）に収録された。

#### 出演者
- 芝山ナオミ：山口あゆみ
- 村越マリ：高田聖子
- 浜田マキオ（芸能ライター）：河原雅彦
- 加藤（ミュージシャン）：妻夫木聡
- 宮藤官九郎
- 樋口浩二

#### スタッフ
- プロデューサー：磯山晶、荒井光明、吉川厚志
- 演出：金子文紀、石井康晴
- 脚本：宮藤官九郎

### ルーズソックス刑事
『悪いオンナ「ルーズソックス刑事」』（ - ルーズソックスでか）は、2000年2月3日から2月24日まで放送された。BS-TBS（2009年3月31日まではBS-i）で放送されていた『ケータイ刑事 銭形シリーズ』の原型になった作品である。

#### 概要

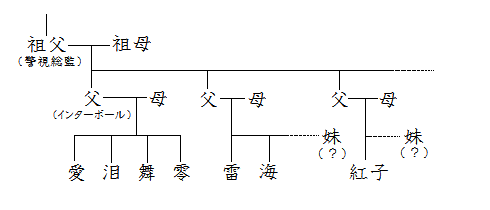
銭形家の家系図

警視総監を祖父に持つ女子中学生・銭形紅子が、携帯電話を武器に難事件を解決する刑事ドラマ。紅子は銭形四姉妹の従姉妹。タイトル通り、紅子はルーズソックスを穿き、犯人は4話とも女性である。
ケータイ刑事シリーズでは犯人逮捕の際に携帯ストラップを投げるが、この作品では携帯電話本体を投げる。携帯ストラップで相手を拘束するのは同じである。
ケータイ刑事シリーズでは主人公のプライベートはほとんど描かれないのに対し、この作品では紅子が学校にいる場面も描かれている。授業時間中に呼び出されたこともあれば、学校で事件が起こったこともある。級友は紅子が刑事であることを知らないが教師は知っているため、紅子は事件発生の際に学校を抜け出す事ができる。
現在のところDVD化はされていないが、ノベライズはされている。ケータイ刑事シリーズ開始後から不定期に何度かCS放送のTBSチャンネルで再放送が行われている。

#### 登場人物
- 銭形紅子：平山綾
- 山本八五郎：岡本光太郎
- その他：榊原るみ、河村青、平沼紀久、長谷妙子

#### スタッフ
- 脚本：武田百合子
- 演出：平野俊一
- プロデューサー：丹羽多聞アンドリウ（TBS）、荒井光明、吉川厚志
- 技術協力：東通
- 美術協力：アックス
- 制作協力：VSO（のちのドリマックス・テレビジョン、現在：TBSスパークル）
- 製作著作：TBS

#### 放送リスト
1. ミステリーファン殺人事件（2000年2月2日）
2. バレンタインデー殺人事件（2000年2月9日）
3. 映画試写室殺人事件（2000年2月16日）
4. 呪いの絵馬殺人事件（2000年2月23日）

※日付はTBSにおける初回放送日。

### シャッフル
『悪いオンナ「シャッフル」』は、2000年3月2日から3月23日まで放送された。

#### 出演者
- 吉川亜美：吉井怜
- 麻生律子：酒井若菜
- 佐和：浅見れいな
- その他：胡賢之輔、青木康、周防玲子、原田健二、橋本真実、西沢仁、椛島永次、しらたひさこ、猪俣ユキ、松尾政寿、若林謙

#### スタッフ
- プロデューサー：伊佐野英樹、荒井光明、吉川厚志
- 演出：金子文紀、石井康晴
- 脚本：大良美波子

## 音楽
- 前期主題歌：RRR「We’re Champ」[1]
- 後期主題歌：shela「Silent Night」[2]